# Jürgen Bonk
Jürgen Bonk (* 20. Februar 1963) ist ein deutscher Jurist und Richter. Von 1993 bis 2021 arbeitete er als Richter am Landgericht Wiesbaden, wo er ab 2015 Vorsitzender der 2. Strafkammer war.
Bekanntheit erlangte er im Prozess zum Mordfall Susanna F. 2021 wechselte Bonk zum Oberlandesgericht Frankfurt am Main, wo er Vorsitzender des 8. Strafsenats (Staatsschutzsenat) ist. In dieser Eigenschaft leitet er seit dem 21. Mai 2024 den Hauptprozess gegen neun mutmaßlich führende Mitglieder der Patriotischen Union (unter anderem Heinrich XIII. Prinz Reuß), die im Jahr 2022 mutmaßlich einen Staatsstreich geplant hatten.